# Präfekturuniversität Kyōto

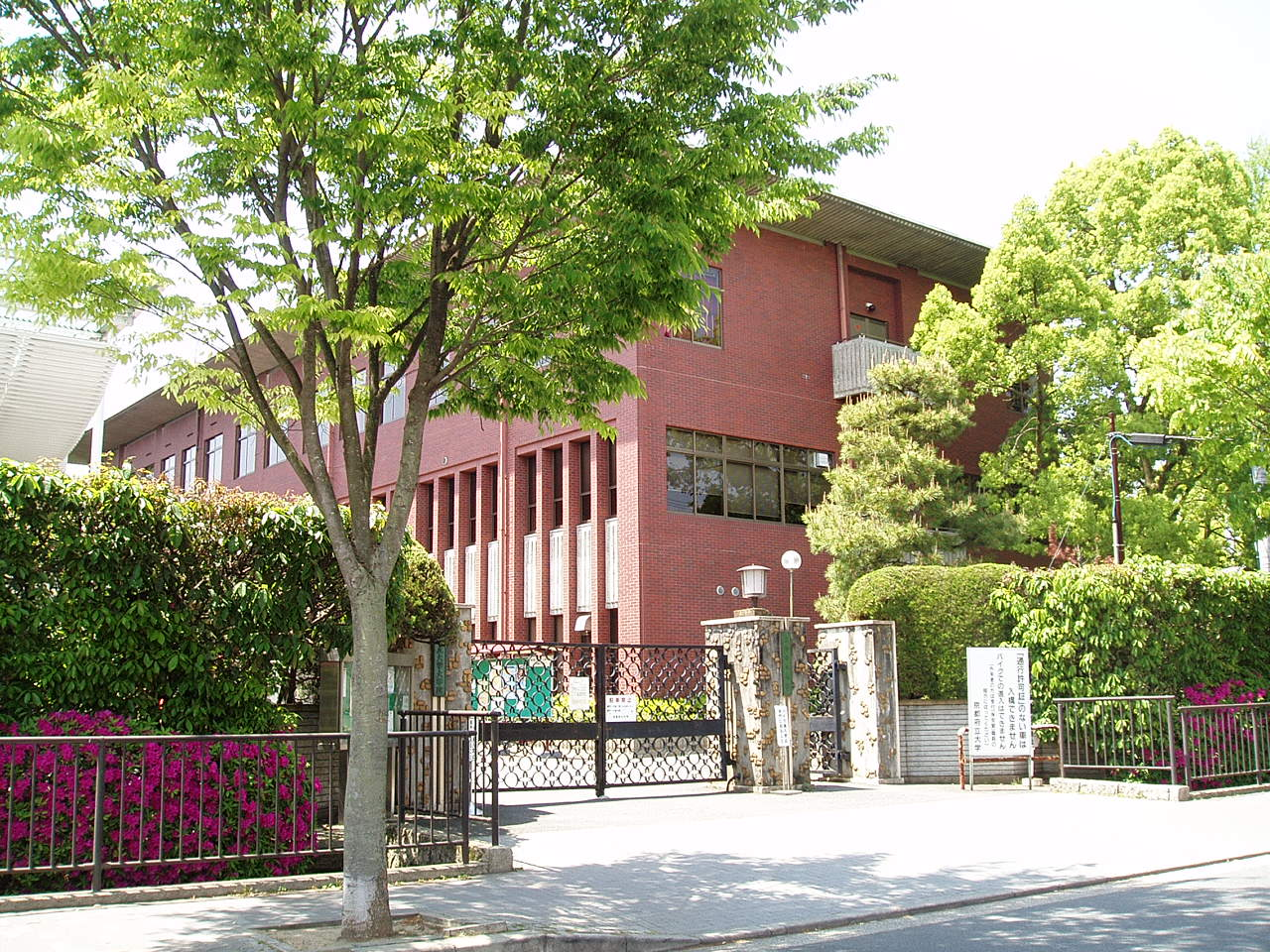
Eingangstor

Die Präfekturuniversität Kyōto (jap. 京都府立大学, Kyōto-furitsu daigaku; engl. Kyoto Prefectural University, kurz: KPU, Fudai (府大) oder Kyofudai (京府大)) ist eine öffentliche Universität in Japan. Sie liegt in Shimogamo, Nakaragi-chō, Sakyō-ku, Kyōto, wobei 2011 ein Campus in Seika hinzukam.

## Geschichte
1949 wurde die Saikyō-Universität (西京大学, Saikyō Daigaku, dt. „die Universität der westlichen Hauptstadt [= Kyōto]“) gegründet. Ihre Vorgänger waren die Präfekturale Land- und Forstwirtschaftliche Fachschule Kyōto (京都府立農林専門学校; Kyōto-furitsu nōrin semmon gakkō) und die Präfekturale Frauenfachschule Kyōto (京都府立女子専門学校; Kyōto-furitsu joshi semmon gakkō). Hieraus entwickelte sich die Präfekturuniversität Kyōto.

### Präfekturale Land- und Forstwirtschaftliche Fachschule Kyōto
Die Fachschule wurde 1895 als Präfekturale Kürzere Landwirtschaftsschule Kyōto (京都府簡易農学校, Kyōto-fu kan’i nōgakkō) gegründet. Im ersten Jahr benutzte sie ein Gebäude im Buddhistischen Tempel. 1898 wurde sie eine normale (nicht kürzere) Landwirtschaftsschule. 1904 wurde sie in Präfekturale Land- und Forstwirtschaftsschule Kyōto (京都府立農林学校, Kyōto-furitsu nōrin gakkō) umbenannt. 1918 zog sie in den heutigen Campus.
Im Februar 1944 entwickelte sie sich zur Präfekturalen Höheren Land- und Forstwirtschaftsschule Kyōto (京都府立高等農林学校, Kyōto-furitsu kōtō nōrin gakkō), die im Juli 1944 in Präfekturale Land- und Forstwirtschaftliche Fachschule Kyōto umbenannt wurde.

### Präfekturale Frauenfachschule Kyōto
Die Frauenfachschule wurde 1927 gegründet; zuerst hatte sie Kurse in Literatur, Hauswirtschaft und Naturwissenschaften. 1933 zog sie in den neuen Campus Katsura (Ukyō-ku, Kyōto).

### Saikyō-Universität / Präfekturuniversität Kyōto
Die Saikyō-Universität hatte zuerst zwei Fakultäten: die Fakultät für Landwirtschaft und die Fakultät für Literatur und Hauswirtschaft. 1959 wurde sie in Präfekturuniversität Kyōto umbenannt. 1962 zog die Fakultät für Literatur und Hauswirtschaft in den heutigen Campus. Seit 2008 werden die Präfekturuniversität und die Präfekturale Medizinische Universität Kyōto (京都府立医科大学, Kyōto-furitsu ika daigaku) von der präfekturalen Universitätskörperschaft getragen.

## Fakultäten
- Fakultät für Geisteswissenschaften
- Fakultät für Öffentliche Politik (engl. Faculty of Public Policy)
- Fakultät für Bio- und Umweltwissenschaften (vormals Landwirtschaft)